# Fectola
Fectola is een geslacht van weekdieren uit de klasse van de Gastropoda (slakken).

## Soorten
- Fectola charopiformis (Gardner, 1967)
- Fectola infecta (Reeve, 1852)
- Fectola jamiesoni Climo, 1978
- Fectola jessica (Hutton, 1883)
- Fectola melchior Goulstone & Brook, 1999
- Fectola mira (Webster, 1908)
- Fectola paytoni (Climo, 1970)
- Fectola trilamellata Climo, 1978
- Fectola unidentata Climo, 1978
- Fectola varicosa (L. Pfeiffer, 1853)